# 하이쎌
하이쎌(주)은 IT 부품 업체이다. TFT-LCD 모니터 및 핸드폰의 핵심부품인 BLS(Back Light Sheet) 제작 및 판매를 주요 사업으로 영위하고 있다. 1998년 9월 (주)하이산업로 설립되었으며, 2002년 3월 28일(주) 하이쎌로 상호를 변경했다.

## 사업 내용
하이쎌은 전체의 50% 이상의 매출이 BLS(Back Light Sheet)에서 나오며, 전체의 40% 가량은 TSM(터치스크린모듈)에서 나온다. 다양한 기능성 잉크 및 페이스트로 필름, 종이 등에 프린팅 공정으로 인쇄하는 인쇄전자 사업에도 진출을 모색하고 있다.

## 논란
하이쎌의 최대주주는 슈퍼개미로 알려진 문양근이다. 그는 2000년대 초중반 증권방송에서 주식전문가로 유명세를 탔던 인물로, 자신의 회사 리치컴즈를 통해 하이쎌의 지분을 95억원에 인수하고 직접 경영에 나섰다. 그는 자신의 경영권 인수로 회사를 흑자로 전환시키겠다고 공언했지만 그 후 실적은 점점 안좋아져 2013년 2분기 당기순이익 -11억원으로 손실을 보고 있었던 회사의 실적이 2014년 1분기에는 -63억, 2분기에는 -85억으로 점점 적자 규모가 커져 갔다. 또한 그가 인수하던 시점의 주가는 3,000원에 가까웠던 반면 2014년의 주가는 1,000원 가까이까지 주저앉았다.
하이쎌은 2014년 추석 연휴를 앞두고 투자자들의 관심이 낮아진 틈을 타, 기존 발행주식 총수의 68.4%에 달하는 대규모 유상증자 계획을 공시했다. 회사측에서는 차입을 하지 않고 재무구조를 개선하기 위한 것이라고 설명했지만, 거래가 없는 틈을 탄 이러한 '올빼미공시'는 주주를 존중하지 않는 잡주의 전형적인 행태로 간주된다.
전해에 유상증자를 한지 1년도 안된 시점에서 또다시 발표된 유상증자로 이틀 연속 하한가를 기록하며 주가가 폭락하자 소액주주들은 집단 대응을 모색하기도 했다.

## 연혁
- 1998.09 하이산업(주) 설립
- 1999.03 삼성전자(주) 협력업체 지정
- 2000.02 LG. PHILIPS LCD(주) 협력업체 지정
- 2000.11 초정밀가공 사업 진출
- 2001.08 기업부설연구소 설립
- 2002.03 상호명 변경: 하이산업(주) →하이쎌(주)
- 2002.07 PDP용 시트사업진출
- 2002.08 고해상도 프로젝션 TV용 광학엔진모듈개발(산업자원부 부품소재 기술개발사업)
- 2003.01 코스닥 등록
- 2004.03 2.2인치 급 칼라 백라이트 유닛 양산
- 2004.06 렌즈모듈사업진출(휴대용 8Cavity 렌즈금형 국내 최초 양산)
- 2006.08 3천만불 수출의 탑 수상
- 2008.04 현대요트 계열회사 추가
- 2008.07 바다중공업 계열회사 추가
- 2008.08 KD OIL 계열회사 추가
- 2008.12 에이치엘비 계열회사 추가
- 2011.04 국제전자회로 산업전 (KPCA SHOW 2011) 참가

## 참고 문헌
1. ↑  [수퍼개미 주의보] ① "내가 경영하겠다"며 화려하게 등장, 조선비즈 2013.01.25
2. ↑  문양근 하이쎌(066980) 총괄대표 "인쇄전자 성장통해 흑자전환", 매일경제 2013-02-19
3. ↑  작년 마지막날 어김없이 쏟아진 '올빼미공시', 아시아경제 2014.01.01 12:32
4. ↑  추석연휴 틈 탄 올빼미 공시 조심, 서울경제 2014.09.10 17:59
5. ↑  올빼미 유상증자 폭탄에 하이쎌 소액주주 뿔났다, 서울경제 2014.09.14
6. ↑  개미들, 슈퍼개미에 맞짱…소액주주 집단대응, 아시아경제2014.09.16